# 鍋島秀源
鍋島 秀源（なべしま ひでとも、2000年12月29日 - ）は、日本出身のラグビーユニオン選手。2025年現在ジャパンラグビーリーグワンに参戦する浦安D-Rocksに所属している。

## プロフィール
- 福岡県出身[1]。
- ポジションはプロップ(PR)。
- 身長 176 cm、体重 115 kg

## 来歴
2019年、福岡県立輝翔館中等教育学校卒業後、福岡工業大学に入る。
2023年1月、アーリーエントリーで浦安D-Rocksに加入。同年3月26日に行われたJAPAN RUGBY LEAGUE ONE第10節三重ホンダヒート戦にて途中出場でリーグワン公式戦に初出場。同月、福岡工業大学卒業。
2024年6月、ブラザーズラグビークラブに留学。